# Išxan Geloyan
Išxan Maxari Geloyan (in armeno Իշխան Մախարի Գելոյան?; in russo Ишхан Махарович Гелоян?, Išchan Macharovič Gelojan; Ranchpar, 31 agosto 1992) è un calciatore armeno, centrocampista dell'Arsenal Tula.

## Carriera

### Nazionale
Il 5 settembre 2021 ha esordito con la nazionale armena giocando l'incontro perso 6-0 contro la Germania, valido per le qualificazioni al campionato mondiale di calcio 2022.

## Statistiche

### Cronologia presenze e reti in nazionale
| Cronologia completa delle presenze e delle reti in nazionale ― Armenia | Cronologia completa delle presenze e delle reti in nazionale ― Armenia | Cronologia completa delle presenze e delle reti in nazionale ― Armenia | Cronologia completa delle presenze e delle reti in nazionale ― Armenia | Cronologia completa delle presenze e delle reti in nazionale ― Armenia | Cronologia completa delle presenze e delle reti in nazionale ― Armenia | Cronologia completa delle presenze e delle reti in nazionale ― Armenia | Cronologia completa delle presenze e delle reti in nazionale ― Armenia |
| Data                                                                   | Città                                                                  | In casa                                                                | Risultato                                                              | Ospiti                                                                 | Competizione                                                           | Reti                                                                   | Note                                                                   |
| ---------------------------------------------------------------------- | ---------------------------------------------------------------------- | ---------------------------------------------------------------------- | ---------------------------------------------------------------------- | ---------------------------------------------------------------------- | ---------------------------------------------------------------------- | ---------------------------------------------------------------------- | ---------------------------------------------------------------------- |
| 5-9-2021                                                               | Stoccarda                                                              | Germania                                                               | 6 – 0                                                                  | Armenia                                                                | Qual. Mondiali 2022                                                    | -                                                                      | 46’                                                                    |
| 8-9-2021                                                               | Erevan                                                                 | Armenia                                                                | 1 – 1                                                                  | Liechtenstein                                                          | Qual. Mondiali 2022                                                    | -                                                                      | 87’                                                                    |
| 8-10-2021                                                              | Reykjavík                                                              | Islanda                                                                | 1 – 1                                                                  | Armenia                                                                | Qual. Mondiali 2022                                                    | -                                                                      | 78’                                                                    |
| 11-10-2021                                                             | Bucarest                                                               | Romania                                                                | 1 – 0                                                                  | Armenia                                                                | Qual. Mondiali 2022                                                    | -                                                                      | 46’                                                                    |
| 11-11-2021                                                             | Erevan                                                                 | Armenia                                                                | 0 – 5                                                                  | Macedonia del Nord                                                     | Qual. Mondiali 2022                                                    | -                                                                      | 73’                                                                    |
| Totale                                                                 |                                                                        | Presenze                                                               | 5                                                                      |                                                                        | Reti                                                                   | 0                                                                      |                                                                        |